# Savannegordeldier
Het savannegordeldier (Dasypus sabanicola)  is een zoogdier uit de familie Dasypodidae. De wetenschappelijke naam van de soort werd voor het eerst geldig gepubliceerd door Edgardo Mondolfi in 1968.

## Voorkomen
De soort komt voor in Colombia en Venezuela.